# Förstorad livmoder
Förstorad livmoder innebär att livmodern är större än normalt, vilket är förväntat om det beror på graviditet, men det kan också vara ett tecken på onormala tillstånd, i så fall vanligen trauma, myom, adenomyos, eller livmoderscancer. Vid exempelvis myom är förstoringen vanligen lokaliserad till knutorna,  men förstoringen kan också vara diffus.
En vuxen kvinnas livmoderkropp är vanligen 5 x 5 x 2,5 centimeter. Storleken kan avgöras exempelvis med sonografi, men med den metoden är det svårt att avgöra huruvida en förstoring beror på en stor tumör eller på en diffus förstoring. Magnetisk resonanstomografi ger bättre bild av vävnaden, men metoden är dyr.
Diffus förstoring av livmodern av typen hypertrofi är vanligt vid graviditet och efter förlossning. Det kan också uppkomma av hormonella störningar av främst östrogen, progesteron, och gonadotropiner. Det kan då uppkomma om kvinnan tagit för hög dos p-piller, till följd av hormonproducerande tumörer, eller andra orsaker till hyperöstrogenism. Ödem och kärlförändringar i livmodern, lymfom och leukemi kan vid sällsynta tillfällen förstora livmodern. Vidare kan större godartade och elakartade tumörer förstora livmodern, såsom myom, leiomyosarkom, carcinom, och metastaser. Adenomyos kan orsaka tillståndet, vilket kan skiljas från myom genom MRI.
En förstorad livmoder kan i sin tur ge upphov till rikliga blödningar vid menstuation med lågt blodvärde och järnbrist som följd. De symtom det ger härrör från det tillstånd som orsakar det. Om förstoringen är massiv, kan den leda till att buken blir större.